# وبلاگ پلی‌استیشن
وبلاگ پلی‌استیشن (به انگلیسی: PlayStation Blog)، وبلاگ متمرکز شده بر روی پلی‌استیشن است. این وبلاگ، قسمتی از شبکه پلی‌استیشن است که در ۱۱ ژوئن ۲۰۰۷، شروع به فعالیت کرد. این وبلاگ، اغلب مصاحبه‌های اختصاصی با شرکت‌های بازی‌های ویدئویی بزرگی مانند اسکوئر انیکس، و هم‌چنین پست‌ها از مدیران عالی رتبه سرگرمی کامپیوتری سونی مانند جک ترتون، مدیرعامل و مدیر ارشد اجرایی سرگرمی کامپیوتری سونی را، برعهده دارد. آن‌ها هم‌چنین فعالیت‌ها و مراسمی برای طرفداران پلی‌استیشن در سراسر ایالات متحده آمریکا برگزار می‌کنند.
نسخه اروپایی وبلاگ پلی‌استیشن، که بیشتر با نام وبلاگ اروپایی پلی‌استیشن شناخته می‌شود، در ۲۸ مه ۲۰۰۹، شروع به کار کرد. کاربران آی‌اواس و اندروید قادر به خواندن این وبلاگ در دستگاه‌های تلفن همراه خود، از طریق برنامه رسمی پلی‌استیشن هستند. بخش جدید از وبلاگ پلی‌استیشن آمریکای شمالی، به نام وبلاگ اشتراک پلی‌استیشن، که به خوانندگان اجازه می‌دهد تا ایده‌های خود را به تیم وبلاگ پلی‌استیشن در مورد هرچیز مرتبط با پلی‌استیشن ارسال کنند، ۱۷ مارس ۲۰۱۰ شروع به فعالیت کرد.